# 터븀
터븀(←영어: Terbium 터비엄[*]) 또는 테르븀(문화어: 테르비움←독일어: Terbium 테르비움[*])은 화학 원소로 기호는 Tb(←라틴어: Terbium 테르비움[*]), 원자 번호는 65이다. 터븀은 은백색의 희토류 금속으로, 가단성과 연성이 있으며, 칼로 자를 수 있을 정도로 무른 금속이다. 또한 9번째 란타넘족 원소이기도 하다. 터븀은 물과 반응해 수소 기체를 발생시킬 수 있는 꽤 전기양성적인 금속이다. 자연에서 순수한 원소 형태로 발견되는 경우가 없지만, 세라이트(cerite), 가돌리나이트(gadolinite), 모나자이트(monazite), 제노타임(xenotime), 육세나이트(euxenite) 등 다양한 광물에 포함되어 있다.
스웨덴의 화학자 카를 구스타프 모산데르가 1843년에 터븀을 산화 이트륨(III)의 불순물로 발견했다. 이터븀(Ytterbium), 이트륨(Yttrium), 터븀(Terbium), 어븀(Erbium)은 모두 스웨덴의 이테르뷔(Ytterby) 마을에서 이름이 유래되었다. 터븀은 이온 교환 기술이 출현하기 전까지 순수한 원소 형태로 분리되지는 않았다.
터븀은 높은 온도에서 작동하는 연료 전지의 안정화 결정으로 쓰인다. 터븀은 자기장에 노출될 때 팽창, 축소되는 정도가 다른 합금보다 큰 합금인 Terfenol-D를 만드는 데 사용되고 이는 작동기, 해군의 음파 감지 체계, 센서 등에 사용된다. 대부분 터븀은 녹색 형광체로 쓰인다. 터븀 산화물은 야광 램프, TV, 화면 음극선관 등에 사용된다. 터븀 형광체는 2가 유로퓸으로 만드는 푸른색 형광체와 3가 유로퓸으로 만드는 붉은색 형광체와 함께 삼원색을 만들어 내는데 이 빛은 고효율의 백색광으로 가정 내를 밝히는 데 쓰인다.
터븀 합금은 열을 가하면 자성을 잃고, 온도가 내려가면 다시 자성을 찾는 자기력 변형 효과가 있다.

## 성질

### 물리학적 성질
터븀은 원자번호가 작고 반응성이 높은 다른 란타넘족 원소들과 비교하면 공기 중에서 안정한 편이다. 터븀은 두 개의 결정성 동소체로 존재하며 1289 °C가 두 동소체 간의 변환 온도이다. 터븀 원자의 65개의 전자들은 [Xe]4f96s2의 전자 배치를 가진다. 일반적으로 란타넘족 원소의 원자에서는 3개의 전자를 떼어낼 수 있는데 이는 네 번째 전자를 떼어내는 것을 막는 유효 핵전하, 이온화 에너지가 너무 커지기 때문이다. 하지만 터븀 원자에서 네 개의 전자를 떼어내면 4f 전자궤도의 반이 채워진 형태의 전자배치 [Xe]4f7 가 안정하기 때문에 플루오린(F) 기체와 같은 강력한 산화제의 존재 하에 4+의 산화 상태를 가질 수 있다.
Tb3+이온은 뛰어난 형광성을 가지며 약간 레몬색의 형광빛을 내는데, 이는 터븀의 초록색을 띠는 강한 방출 스펙트럼 선이 주황색과 빨간색 계열의 스펙트럼 선과 합쳐진 결과이다. 형석의 한 종류인 이트러 플루오라이트(yttrofluorite)의 노란 크림색의 빛이 이 원소의 이온에 의한 것이다. 터븀은 쉽게 산화되며, 원소 형태로는 연구에 이용된다. 과학자들은 터븀 원자 하나를 풀러렌 분자 안에 넣기도 했다.
터븀은 219 K 이하의 온도에서는 강자성을 띤다. 하지만 219 K를 넘어가면 나선식 반강자성 상태가 되는데, 이 상태에서는 특정한 기저 평면에 존재하는 원자들의 모멘트가 평행하며, 인접한 평면에 대하여 일정한 각도로 지향되어 있다. 230 K 이상의 온도에서는 원자들의 자기화 방향이 흐트러지기 때문에 상자성을 띤다.

### 화학적 성질
터븀 금속은 전기 양성적인 금속으로 대부분의 산성 용액(예를 들어 황산), 할로젠 원소들, 심지어 물에 의해서 산화될 수 있다.
2 Tb (s) + 3 H2SO4 → 2 Tb3+ + 3 SO42− + 3 H2↑
2 Tb + 3 X2 → 2 TbX3 (X = F, Cl, Br, I)
2 Tb (s) + 6 H2O → 2 Tb(OH)3 + 3 H2↑
또한 터븀은 공기 중에서 급격하게 산화되어 산화 터븀(III,IV)를 만든다.
산화 터븀(III,IV)의 생성 과정은 8 Tb + 7 O2 → 2 Tb4O7이다.
터븀의 가장 일반적인 산화수는 TbCl3에서와 같이 +3이다. 고체 상태로는, 터븀이 +4의 산화수를 가지는 화합물도 알려져 있다. TbO2 and TbF4 가 바로 예시이다. 수용액에서는 +3의 산화수를 가지지만, 강염기성 수용액에서 오존으로 Tb3+를 +4의 산화 상태를 가지도록 산화시킬 수 있다.
배위화학, 유기금속화학에서 터븀은 다른 란타넘족 원소들과 비슷하다. 수용액 상태에서 터븀은 9개의 물 분자에 둘러싸이는데, 이 배위결합의 구조는 tricapped trigonal prismatic 분자 구조를 가진다(배위수는 9). 더 낮은 배위수를 가지는 터븀의 배위화합물도 알려져 있는데, 터븀은 대표적인 크기가 큰 리간드인 bis(trimethyl-silylamide)와 배위수 3의 Tb[N(SiMe3)2]3 을 생성한다.
대부분의 터븀 배위화합물과 유기금속 화합물에서 터븀은 +3의 산화수를 가진다. +2의 산화수를 가지는 배위화합물도 존재하는데, 주로 큰 사이클로펜타디닐 종류의 리간드와의 배위결합 화합물이다. 터븀이 +4의 산화수를 가지는 몇몇 배위화합물도 알려져 있다.

### 화합물
터븀은 높은 온도에서 질소, 탄소, 황, 인, 붕소, 셀레늄, 규소, 비소와 화합물을 생성하는데, TbH2, TbH3, TbB2, Tb2S3, TbSe, TbTe, TbN 과 같이 다양한 이원화물을 생성한다. 이들 화합물 내서 터븀은 주로 +3의 산화수를 가지며 가끔 +2의 산화수를 가지는 경우도 있다. 터븀(II) 할로젠화물은 Tb(III) 할로젠화물을 탄탈럼 용기 안에서 터븀 금속의 존재 하에 만들어진다. 터븀은 Tb2Cl3을 만들기도 하는데, 800 °C로 가열해 TbCl로 환원시킬 수 있다. 이 염화 터븀(I)은 흑연처럼 판 구조를 가진다. 다른 화합물들은 이렇다.
염화물: TbCl3 브로민화물: TbBr3 아이오딘화물: TbI3 플루오린화물: TbF3, TbF4
플루오린화 터븀(IV)은 강한 산화제(플루오린으로)이며, 가열했을 때 비교적 순수한 원자 상태의 플루오린을 생성한다. 이와는 다르게 CoF3 or CeF4는 가열했을 때 플루오린화 이온을 주로 생성한다.